# Lipanjska deportacija
Lipanjska deportacija (rus. июньская депортация, lit. birželio trėmimai, let. jūnija deportācijas, est. juuniküüditamine) je naziv za niz deportacija u organizaciji vlasti SSSR-a, u razdoblju od 22. svibnja do 20. lipnja 1941. godine, iz zapadnih pograničnih područja, kao rezultat sovjetske invazije na Poljsku u rujnu 1939. godine i sovjetske aneksije baltičkih zemalja.
Međunarodno društvo za zaštitu ljudskih prava "Memorijal" procjenjuje da je ukupan broj prognanih i uhićenih ljudi od 200.000 do 300.000. Mnogi prognani su kasnije i nestali. Protjerivanje je vršeno u okviru kampanje sovjetskih vlasti, službeno poznate kao "čišćenje" od "antisovjetskog, kriminalnog i društveno opasnog elementa" i njihovih obitelji. Prema suvremenim povjesničarima iz baltičkih zemalja iseljavanje je zločin protiv čovječnosti, kao „rasprostranjeni i sustavni napad usmjeren protiv civilnog stanovništva, ako je napad izvršen namjerno”, ili protumačen kao čin genocida.